# Засіб заощадження
Засіб заощадження, засіб накопичення — визнаний суб'єктами економіки еквівалент вартості, який зберігається для подальшого обміну на товари або послуги. Також, засіб заощадження — це одна з функцій грошей. Засобами заощадження є такі еквіваленти вартості як гроші або валюта, біржовий товар (наприклад, золото, криптовалюта) або фінансовий капітал. Щоб виконувати функцію засобу заощадження, такі еквіваленти повинні забезпечувати якісні збереження вартості і можливість подальшого передбачуваного відновлення вартості. Засіб заощадження (наприклад, гроші) виступають також як засіб збереження вартості, "сховища" купівельної сили в часі.
Якщо засобом заощадження є гроші, то монетарна інфляція, недолік або надлишок товарів на ринку можуть призвести до цінової нестабільності, і, як наслідок, вплинути на якість грошей, як засобу заощадження.
Найбільш відомими засобами заощадження є:
- інвестиційні монети
- нерухомість — у разі підтвердженого і захищається законом правом володіння
- золото — основа історичного «золотого стандарту»
- дорогоцінні камені і дорогоцінні метали
- предмети мистецтва, наприклад, твори мистецтва, виконані відомими авторами або антикваріат
- акції, облігації та інші цінні папери.

У більш широкому сенсі, засобами заощадження повинні бути такі еквіваленти, ймовірність різкого збільшення або зменшення кількості яких досить мала. У разі використання грошей, як засобу заощадження, за кількістю грошей на ринку стежать спеціальні регулятори (наприклад, центральні банки). У разі використання як засобу заощадження товарів, — наприклад відкриття нового родовища дорогоцінних каменів, дорогоцінних металів, вуглеводнів або багатий урожай будь-якої культури, можуть істотно вплинути на якість конкретного еквівалента, як засобу заощадження.